# Ghiandola mammaria

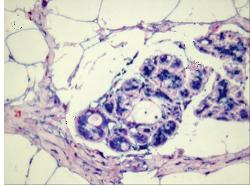
Immagine istologica di tessuto mammario

Le ghiandole mammarie sono ghiandole esocrine associate all'apparato riproduttivo femminile, di tipo sia apocrino (componente lipidica) che merocrino (proteina caseina), tipiche dei mammiferi e sono regolate dal sistema endocrino in risposta ai cambiamenti ormonali associati al parto. Si considerano filogeneticamente ghiandole sudoripare modificate, sviluppate a partire da un gruppo di rettili cinodonti nel Mesozoico. Istologicamente sono un tessuto epiteliale, più specificatamente un epitelio ghiandolare esocrino.

## Mammella

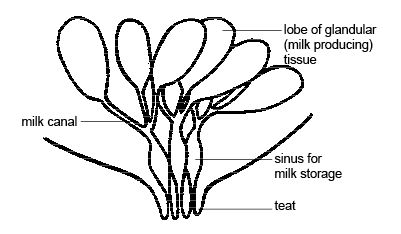
Disegno di una ghiandola mammaria

Le ghiandole mammarie contribuiscono insieme al tessuto adiposo e al tessuto connettivo, con altre componenti minoritarie a formare la mammella, un organo che è pari, da 2 fino a 20, simmetrico e ventrale; toracico o addominale a seconda delle specie considerate. Le ghiandole mammarie caratterizzano la specie dei mammiferi e, nel sesso femminile, costituiscono gli organi più sviluppati durante i primi 5-6 mesi di vita del neonato, durante i quali producono latte. Si sviluppano particolarmente alla pubertà, ad opera degli estrogeni, e il loro apparato ghiandolare può essere considerato analogo a una ghiandola sudoripara apocrina modificata a secrezione merocrina.

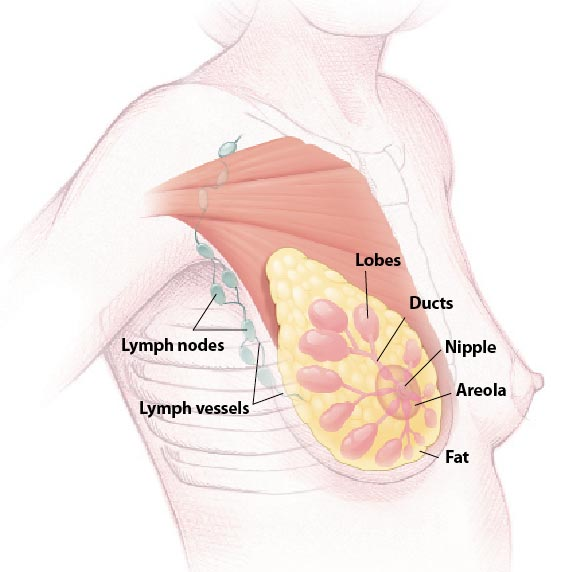

Come classificazione, si può definire una ghiandola tubulo-alveolare composta, ed è l'unica ghiandola esocrina del corpo umano a non avere una capsula connettivale che l'avvolge, ma lo stroma è formato in questo caso da adipociti. I vari dotti confluiscono in un dotto galattoforo, il quale poco prima di sbucare nel capezzolo si dilata a formare il seno galattoforo.
Il secreto è costituito dal latte, che è composto da lipidi, proteine (caseina, lattoalbumina), lattosio, vitamine e glucosio. La componente lipidica è prodotta per mezzo di una secrezione apocrina, mentre quella proteica grazie ad una semplice esocitosi.
Il riconoscimento di una sezione di ghiandola mammaria è facilitato dalla carenza della componente connettivale e dalla presenza di adipociti, mentre le cellule costitutive presentano un'altezza diversa, dovuta alla secrezione apocrina (che prevede la strozzatura e il distacco di citosol).